# A. J. Achter
Adam J. Achter (né le 27 août 1988 à Toledo, Ohio, États-Unis) est un ancien lanceur de relève droitier de la Ligue majeure de baseball.

## Carrière
Joueur des Spartans de l'université d'État du Michigan, A. J. Achter est repêché au 46e tour de sélection par les Twins du Minnesota en 2010. 
Il fait ses débuts dans le baseball majeur avec les Twins le 3 septembre 2014. En 18 matchs des Twins en 2014 et 2015, Achter maintient une moyenne de points mérités de 5,18 en 24 manches et un tiers lancées.
Il est réclamé au ballottage par les Phillies de Philadelphie le 20 novembre 2015. Le 17 décembre suivant, c'est au tour des Angels de Los Angeles de se prévaloir de ses services, une fois de plus via le ballottage.